# Pete Myers
Peter E. Myers, (nacido el 15 de septiembre de 1963 en Mobile, Alabama ) es un exjugador y exentrenador de baloncesto estadounidense. Con 1,98 de estatura, su puesto natural en la cancha era el de alero.